# 瓦拉达里什 (巴扬)
瓦拉达里什是葡萄牙波尔图区的一个堂区。总面积8.1平方公里，总人口885人（2001年），人口密度109.3人/平方公里。